# Hernando Calvo Ospina
Hernando Calvo Ospina (Cali, 6 giugno 1961) è un giornalista e scrittore colombiano, residente in Francia.

## Biografia
Il 24 settembre del 1985, ancora studente di giornalismo, a Quito all'Università Centrale dell'Ecuador, fu arrestato e risultò desaparecido per alcuni giorni. Come denunciato successivamente ad Amnesty International e ad altre organizzazioni internazionali di difesa dei diritti umani, in un primo momento trascorse tre giorni ammanettato mani e piedi e con gli occhi bendati. Durante questo periodo gli fu impedito di dormire e gli venne negato il cibo. Gli era fornita soltanto un poco d'acqua. Dai suoi sequestratori seppe che era stato catturato a seguito di un'operazione congiunta di intelligence militare colombo-ecuadoriana. Va precisato che alcuni giorni prima, un commando della guerriglia colombiana del Movimiento 19 de Abril, M-19, aveva sequestrato un facoltoso uomo di affari ecuadoriano, per cui i servizi di sicurezza avevano iniziato una “caccia alle streghe” contro tutti i residenti colombiani che consideravano politicamente di sinistra. Ed egli era conosciuto per le sue posizioni politiche critiche al governo colombiano che esprimeva pubblicamente in vari mezzi di comunicazione. Trasportato nel baule di un'auto, ancora bendato ed ammanettato, fu consegnato dai suoi sequestratori al Servizio di investigazione della polizia (SIC). Per cinque giorni fu brutalmente picchiato e torturato con scosse elettriche. Gli veniva dato da mangiare soltanto un po' di pane e gli avanzi degli ufficiali. Non potendo provare la sua appartenenza ad organizzazioni guerrigliere, un venerdì fu trasferito al penitenziario García Moreno, dove trascorse tre mesi senza processo. A seguito delle forti pressioni internazionali, il governo del presidente León Febres Cordero si vide costretto a scarcerarlo anche se venne messo su di un aereo diretto a Lima, Perù, il 28 dicembre. Dopo due mesi di permanenza in quel paese, protetto dall'Alto commissariato delle Nazioni Unite per i rifugiati (ACNUR), il governo del presidente Alan García lo considerò persona non grata e lo obbligò a lasciare il paese. Sotto la protezione del governo francese, il 15 marzo del 1986 arrivò a Parigi.
Durante i suoi primi quattro anni di permanenza in Francia, prima di riprendere la professione di giornalista, per sopravvivere ha lavorato pulendo gli uffici.
È stato inoltre allenatore e arbitro di pallavolo, ballerino e collezionista di musica Salsa.
È autore di una dozzina di libri tutti tradotti in varie lingue (ver opere).
Collaboratore permanente del mensile francese Le Monde Diplomatique ha partecipato alla realizzazione di documentari per le catene televisive: la britannica BBC, la franco-tedesca ARTE e la tedesca ARD.
Ha partecipato a numerose conferenze insieme a personalità come Fidel Castro Ruz e il presidente del Venezuela Hugo Chávez. Ha intervistato il presidente dell'Ecuador, Rafael Correa, e altre figure di rilievo come i francesi Danielle Mitterrand, l'attore Pierre Richard e monsignor Jacques Gaillot, il sociologo statunitense James Petras e il giornalista franco-spagnolo Ignacio Ramonet.
Inoltre, per il suo lavoro giornalistico, ha intervistato i comandanti della guerriglia delle Forze Armate Rivoluzionarie della Colombia, FARC, Raúl Reyes e Jaime Guaracas, così come i comandanti guerriglieri dell'Esercito di Liberazione Nazionale (ELN), Manuel Pérez Martínez (ex comandante in capo), Milton Hernández e Ramiro Vargas.
Per l'elaborazione del suo libro “Don Pablo Escobar”, ha trascorso vari giorni con i membri del cosiddetto Cartello di Medellín. Per scrivere "Perú: los senderos posibles", ha invece intervistato alti vertici militari peruviani nonché quadri e simpatizzanti dell'organizzazione Sendero Luminoso.
A Miami e New York ha intervistato i dirigenti, tutti di origine cubana, di associazioni che sono state segnalate come responsabili di numerosi crimini e attentati terroristici come Orlando Bosch Avila, Nazario Sargent, José "Pepe" Hernández, e José Basulto. Con queste interviste ha pubblicato il libro “Dissidenti o Mercenari?”.
Nel gennaio del 2005, il documentario “The Secret Of The Bat: Bacardi Between Rum And Revolution” (El Secreto del Murciélago. Bacardi, Entre Ron y Revolución), ha ricevuto la Medaglia di Bronzo (Bronze World Medal) del New York Film Festival. Il documentario, al quale partecipa lo stesso autore, è basato sul libro di Calvo Ospina “Cuba: la guerra occulta del Ron Bacardi”.
Nel 2005 Calvo Ospina è stato nominato per il Premio Lorenzo Natali per il Giornalismo, della Commissione europea, per l'articolo realizzato per Le Monde Diplomatique, novembre 2004, “Guerra privata in Colombia”.
Il 22 aprile 2025, in occasione della celebrazione della Giornata Mondiale del Libro e del diritto d’autore, proclamata dall’UNESCO nel novembre 1995, la delegazione della Repubblica Bolivariana del Venezuela presso questa istituzione mondiale gli ha conferito la Medaglia commemorativa dell'UNESCO del Bicentenario della nascita di Simón Bolívar, per la sua "traiettoria professionale ed intellettuale".
Non nasconde le sue simpatie per la Rivoluzione cubana, né per la Rivoluzione bolivariana in Venezuela. Crede fermamente che sia urgente una soluzione politica negoziata al conflitto interno in Colombia.
Ha sempre denunciato il terrorismo di Stato in Colombia, argomento sul quale ha svolto numerose ricerche, così come sull´aggressiva politica statunitense specialmente verso l'America Latina. Il 18 aprile del 2009 ha saputo che il suo nominativo figurava nella “No fly list” delle autorità statunitensi, quando l'aereo sul quale viaggiava ricevette la proibizione di sorvolare lo spazio aereo degli Stati Uniti “per motivi di sicurezza nazionale”. Proveniente da Parigi, il velivolo della compagnia aerea Air France si dirigeva a Città del Messico, con volo diretto, senza scali negli Stati Uniti.

## Opere
- Dissidenti o Mercenari? (coautore Katlijn Declercq) Edizioni Achab, Verona, 1999. ISBN 88-87613-00-1
- Bacardí: la guerra occulta del Ron Bacardí. (Prefazione di James Petras) Edizioni Achab, Verona, 2002. ISBN 88-8761305-2
- Stai zitto e respira a fondo. Zambon editore, Italia, 2014. ISBN 978-88-98582-02-0
- La squadra d'urto della CIA. Zambon editore, Italia, 2018. ISBN 978-88-98582-73-0
- Salsa, Esa Irreverente Alegría. Txalaparta, Tafalla, Spagna, 1996. ISBN 84-8136-027-9
- Don Pablo Escobar. EPO, Bruxelles, 1994. ISBN 2-87262-090-7
- Perú: los senderos posibles (coautore Katlijn Declercq) Txalaparta, Tafalla, Spagna, 1994. ISBN 84-8136-929-2
- Sur un air de Cuba (Prefazione di Pierre Richard). Le Temps des cerises. Parigi, 2005. ISBN 2-84109-543-6
- Colombia, democracia y terrorismo de Estado. (prefazione di Ignacio Ramonet) Akal, Madrid, 2008. ISBN 978-84-96797-08-6
- Latinas de falda y pantalón. Edizione El Viejo Topo, españa, 2015. ISBN 978-84-16288-30-4
- No fly list y otros cuentos exóticos. Edizione El Perro y la Rana, Venezuela, 2019. ISBN 978-980-14-4570-8
- El Enigma de La Coubre. Edizione Dyscolo, España, 2021. ISBN 978-84-124082-1-8